# Szent Andronikosz és Júnia szerb ortodox templom
Szent Andronikosz és Júnia szerb ortodox templom (szerbül: Храм Светих Андроника и Јуније, oroszul: Православный храм святых Андроника и Юнии, görögül: Ιερός Ναός των Αγίων Ανδρονίκου και Ιουνίας) Pécs egyik temploma, amelyet 2014-ben építettek.

## Története
A templomot 2014-ben kezdték építeni, és 2015. május 3-án szentelte föl Irinej szerb ortodox pátriárka, Lukijan budai szerb ortodox püspök és Siluan gyulai román ortodox püspök. Az építés összköltsége 90 millió forint volt. A templom védőszentjei Pannónia legelső püspöke, Szent Andronikosz, és igehirdető társa, Szent Júnia diakonissza.